# Saint-Didier (Vaucluse)
Saint-Didier é uma comuna francesa na região administrativa da Provença-Alpes-Costa Azul, no departamento de Vaucluse. Estende-se por uma área de 3,62 km². Em 2010 a comuna tinha 2 047 habitantes (densidade: 565,5 hab./km²).